# 谢炳峰
谢炳峰为原中国银行南海支行丹灶办事处信贷员，於1998年因無力償還個人借款，以假造存款紀錄之方式，与麦容辉共同贪污5250万。
1998年偷渡至香港，再以假護照逃往泰国，直到2000年11月12日向中國駐泰國大使館自首投案，並被引渡回中國。后遭判处死刑